# Мускатный
Мускатный — посёлок в Аксайском районе Ростовской области.
Входит в состав Рассветовского сельского поселения.

## География
Расположен в 15 км (по дорогам) севернее районного центра — города Аксай.

### Улицы
- ул. Виноградная,
- ул. Дорожная,
- ул. Ленина,
- ул. Луговая,
- ул. Набережная,
- ул. Садовая,
- ул. Центральная.

## История
Посёлок Мускатный был образован 7 сентября 1958 года. По состоянию на 1 января 2015 года на его территории проживало 448 человек, из них 168 человек работающего населения. Расстояние от посёлка до административного центра поселения составляет 5 километров. Территория газифицирована на 100%. Работает сельский дом культуры и библиотека. В посёлке функционирует одна сельскохозяйственная организация – ООО «СХП Мускат», которая занимается производством плодово-ягодной продукции.

## Население
| 1989 | 2002 | 2010 |
| ---- | ---- | ---- |
| 305  | ↗322 | ↗393 |

## Транспорт
Рядом с посёлком проходит дорога М4 «Дон».
В 2012 году появилась информация о том, что в Ростовской области будет начато строительство новой объездной трассы для предотвращения пробок, которые обычно возникают на Аксайском мосту. Протяжённость дороги составит 40 километров. Новая трасса строится в обход поселка Мускатный.

## Достопримечательности
Поблизости от территории посёлка «Мускатный» расположено несколько памятников археологии. У них местная категория охраны согласно Решению Малого Совета областного совета № 301 от 18 ноября 1992 года.
- Курганный могильник «Мускатный-1». Его территория расположена на расстоянии 1 километра в западном направлении от территории хутора Мускатный[6].
- Курганный могильник «Мускатный-2». Территория памятника археологии расположена на расстоянии 330 метров на юго-восток от хутора Мускатный[7].
- Курганный могильник «Мускатный-3». Он располагается на 400 метро юго-западнее хутора Мускатный[8].